# Rhipidia (Rhipidia) nubilosa
Rhipidia (Rhipidia) nubilosa is een tweevleugelige uit de familie steltmuggen (Limoniidae). De soort komt voor in het Neotropisch gebied.